# Мыс Лесовского
Мыс Лесовского — скалистый обрывистый мыс на восточном побережье Чукотского полуострова, омываемый Беринговым морем в пределах Провиденского района Чукотского автономного округа в России.
Расположен у западного входа в бухту Провидения. Представляет собой сопку, соответствующую поднятому блоку, мористая грань которого образована сместителем тектонического разлома. Соединён с материковой частью узким перешейком, с севера ограничен акваторией озера Глубокое. Со стороны моря у скал мыса находятся буруны — два крупных останца-кекура камень Северный и камень Южный. Вблизи находятся 2 навигационных маяка и здания бывшей полярной гидрометеостанции.
Обследован в 1876 экипажем клипера «Всадник». Назван в 1876 году в честь адмирала Степана Лесовского, командующего русскими военно-морскими силами в Тихом океане. Название на языке чаплинских эскимосов — Агнык («день»).
На скалах мыса гнездятся кайра, глупыш, берингов баклан, моевка, тихоокеанский чистик, ипатка.